# تحصیل سلان‌والی
تحصیل سلان‌والی (به انگلیسی: Sillanwali Tehsil) یک تحصیل در پاکستان است که در ناحیه سرگودها واقع شده‌است.